# Wallace (California)
Wallace es un lugar designado por el censo ubicado en el condado de Calaveras en el estado estadounidense de California. En el año 2000 tenía una población de 220 habitantes y una densidad poblacional de 19.6 personas por km².

## Geografía
Wallace se encuentra ubicado en las coordenadas 38°11′39″N 120°58′41″O / 38.19417, -120.97806. Según la Oficina del Censo, la ciudad tiene un área total de 11,2 km² (4,3 mi²), de la cual 11,2 km² (4,3 mi²) es tierra y 0,2 km² (0,1 mi²) (2.08%) es agua.

## Demografía
Según la Oficina del Censo en 2000 los ingresos medios por hogar en la localidad eran de $66,607, y los ingresos medios por familia eran $70,568. Los hombres tenían unos ingresos medios de $51,058 frente a los $22,308 para las mujeres. La renta per cápita para la localidad era de $26,895. El 0.0% de la población estaba por debajo del umbral de pobreza.